# Corina Morariu
Corina Morariu (født 26. januar 1978 i Detroit, Michigan, USA) er en tidligere professionel tennisspiller fra USA. 
Corina Morariu højeste rangering på WTA single rangliste var som nummer 29, hvilket hun opnåede 24. august 1998. I double er den bedste placering nummer 1, hvilket blev opnået 3. april 2000. 
Corina Morariu vandt damedouble titel i Wimbledon i 1999 med Lindsay Davenport. Endvidere vandt hun mixed double titlen i 2001 Australian Open med Ellis Ferreira.
I 2001 blev Corina Morariu diagnosticeret med leukæmi og var ude af tennisverdenen i over et år mens hun var under behandling. Hun blev dog fuld helbredt og vendte tilbage til konkurrence i efteråret 2002.